# Katzweiler
Katzweiler est une municipalité de la Verbandsgemeinde Otterbach, dans l'arrondissement de Kaiserslautern, en Rhénanie-Palatinat, dans l'ouest de l'Allemagne.

## Références

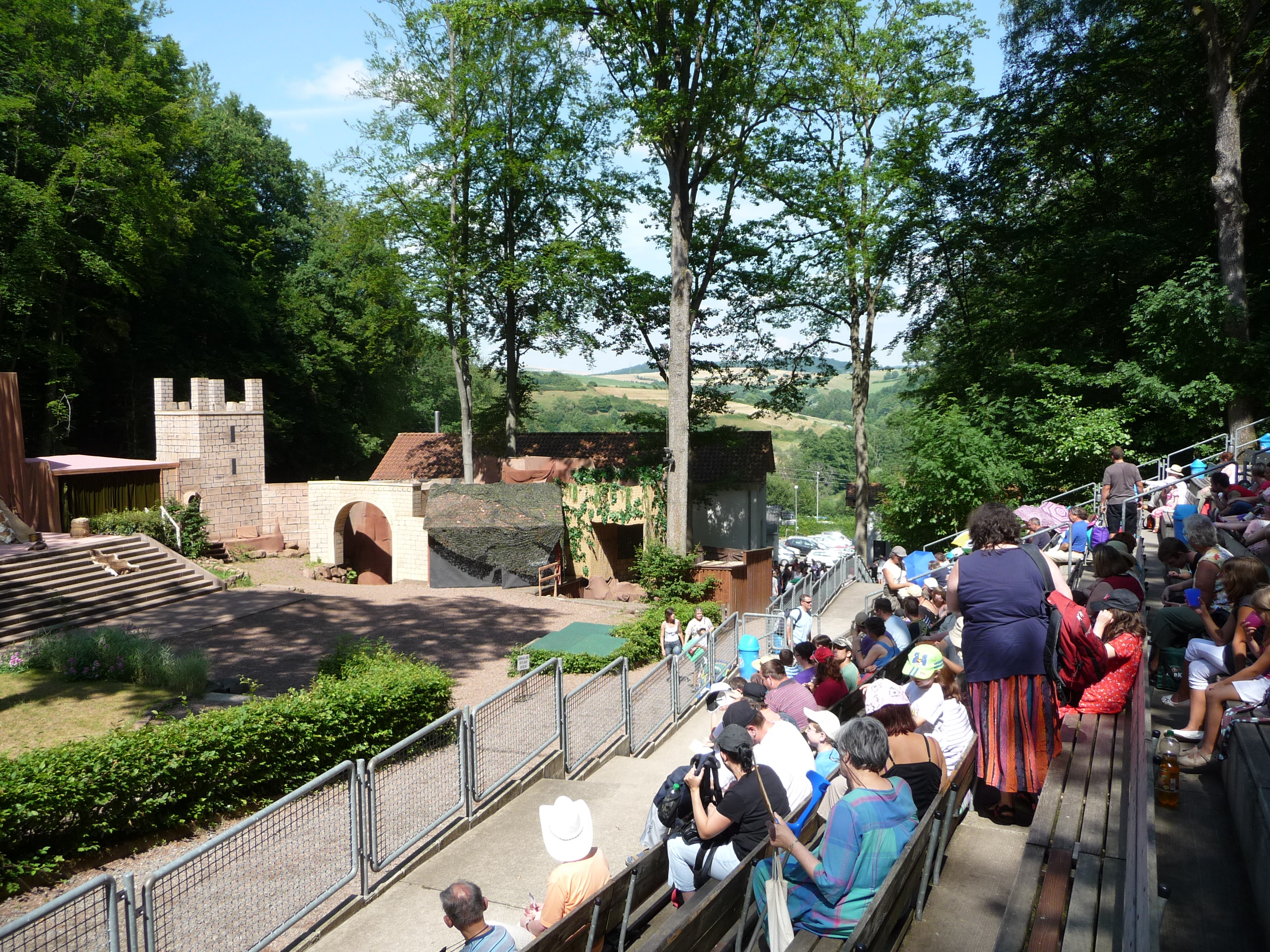
Théâtre de plein-air de Katzweiler

Localisation de Katzweiler dans la Verbandsgemeide et dans l'arrondissement